# 天才を育てた女房
『天才を育てた女房』（てんさいをそだてたにょうぼう）は、読売テレビの制作により、日本テレビ系『金曜ロードSHOW! 特別ドラマ企画』として2018年2月23日21時 - 22時54分に放送されたテレビドラマである。読売テレビ開局60年記念スペシャルドラマ。

## あらすじ
1960年、関西出身で世界に誇る天才数学者の岡潔は、数学上の未解決問題を解いたことを認められて、文化勲章を受章した。ノーベル賞受賞者である湯川秀樹、朝永振一郎の恩師であり、数学にしか興味がなかった。私生活では変わり者で、天才ゆえに周りの理解を得られなかった孤高の存在だったが、彼の近くに命をかけて寄り添っている妻・岡みちがいた。

## キャスト
- 岡みち - 天海祐希
- 岡潔 - 佐々木蔵之介
- 秋月康夫（潔の友人） - 生瀬勝久
- 木下則雅（京都帝国大学 数学科教授） - 立川談春
- 阪田三吉（坂田三吉） - 笹野高史
- 阪田ユウコ（阪田三吉の妻） - 泉ピン子
- 岡寛治（潔の父） - 寺田農
- 岡八重（潔の母） - 服部妙子
- 小山玄松（みちの父） - 渡辺哲
- 小山みやの（みちの母） - 早瀬久美
- 北村純一郎（みよしの夫） - 内場勝則
- 北村みよし（みちの姉） -  萬田久子
- 岡すがね（潔とみちの長女） - 田中乃愛（幼年）→ 高丸えみり（幼少）→ 山下穂乃花（少女）→ 池田朱那
- 岡煕哉（潔とみちの子） - 又野暁仁（幼年）→ 細井鼓太（幼少）→ 土師野隆之介
- 岡さおり（潔とみちの次女） - 石田えま（幼年）→ 外村紗玖良（幼少）→ 大庭愛未
- 湯川秀樹 - 市川知宏
- 朝永振一郎 - 野々山貴之
- 角谷静夫 - 牛尾元昭
- アンリ・カルタン - クエンティン・W
- ガストン・ジュリア - リカルド・B
- アンドレ・ヴェイユ - エスピネ ロハン
- 山田まゆみ（広島文理科大学 経理） - 矢作穂香
- 中村菊枝（酒屋の女将） - 宇田川はるか
- 中村たえ（酒屋の少女） - 長尾彩花
- 取り立て屋 - 橋本じゅん、田鍋謙一郎
- 質屋 - ト字たかお
- 石田（医師） ‐ 藤田宗久
- 山崎画大、ヘイデル龍生、植村喜八郎、星野晶子 ほか

## スタッフ
- 脚本：林誠人
- 脚本協力：松原さおり
- 監督：落合正幸
- 音楽：沢田完
- 数学監修：高瀬正仁
- 数学協力：飯野玲（日本評論社『数学セミナー』編集部）
- 植物学監修：富山県中央植物園
- フランス語指導：ジュリー・ドレフュス
- 方言指導：工藤時子、森井陽子
- 医療監修：中澤暁雄、山本昌督
- 時代考証：天野隆子
- ロケ協力：水郷佐原観光協会、深谷フィルムコミッション、越谷フィルムコミッション、千葉県立房総のむら、花田苑・こしがや能楽堂、東京海洋大学、府中市郷土の森博物館 ほか
- 技術協力：フォーチュン
- 美術協力・VFX：テレビ朝日クリエイト
- CG：イマージュ
- ポスプロ：三友（MITOMO STUDIO）、ワインド・アップ
- チーフプロデューサー：岡本浩一
- プロデューサー：汐口武史、霜田一寿（ザ・ワークス）、伊賀宣子（ザ・ワークス）
- 制作協力：ザ・ワークス
- 制作著作：読売テレビ

## 受賞歴
- 2018年日本民間放送連盟賞 テレビドラマ種目 優秀賞[2]